# Jeu du sabot
Le jeu du sabot est un jeu de palet traditionnel du Pays de Fougères dans le département d'Ille-et-Vilaine en Bretagne. Le but est de lancer un palet dans l’ouverture du sabot.
Le jeu du sabot est inscrit à l’Inventaire du patrimoine culturel immatériel en France.

## Historique
Le jeu du sabot est un jeu de palets pratiqué lors des fêtes de villages ou dans les kermesses. Il sert aussi parfois de jeu annexe dans le concours de palet sur planche. 

## Le jeu du sabot
Le jeu du sabot ne dispose pas de règles compliquées, il suffit d’envoyer un ou plusieurs palets dans un sabot. Cependant, le jeu devient différent selon sa fabrication. En effet, alors que certains posent le sabot par terre ou légèrement incliné, d’autres, pour rendre le jeu plus compliqué, le suspendent à une corde ou le fixent à une planche, elle-même horizontale ou verticale. Ainsi il existe une très grande variété de jeux du sabot.
On peut également trouver des jeux avec plusieurs sabots valant des points différents.
Les cas les plus extrêmes montrent des sabots sur ressorts ou sur levier. Dans ce dernier cas, le poids des palets rentrés dans le sabot doit actionner le levier et faire apparaitre une récompense pour le joueur. 
Toutes ces variantes amènent donc des règles différentes. 